# Mistrovství České republiky v orientačním běhu 2016
24. ročník Mistrovství České republiky v orientačním běhu proběhl v roce 2016 ve čtyřech individuálních a třech týmových disciplínách.

## Nejúspěšnější závodníci
Pořadí závodníků podle získaných medailí (tzv. olympijského hodnocení) všech mistrovských kategorií (D16 – mladší dorostenky, D18 – starší dorostenky, D20 – juniorky, D21 – ženy, H16 – mladší dorostenci, H18 – starší dorostenci, H20 – junioři, H21 – muži) v individuálních disciplínách v roce 2016. Uvedeni jsou závodníci, kteří získali alespoň dvě medaile a zároveň alespoň jednu zlatou medaili.
| Medailové pořadí závodníků na MČR | Medailové pořadí závodníků na MČR | Medailové pořadí závodníků na MČR | Medailové pořadí závodníků na MČR | Medailové pořadí závodníků na MČR |
| Jméno                             | 1. místo                          | 2. místo                          | 3. místo                          | Celkem                            |
| --------------------------------- | --------------------------------- | --------------------------------- | --------------------------------- | --------------------------------- |
| Tereza Janošíková                 | 3                                 |                                   | 1                                 | 4                                 |
| Šárka Rückerová                   | 2                                 | 1                                 | 1                                 | 4                                 |
| Michal Bořánek                    | 2                                 | 1                                 |                                   | 3                                 |
| Tereza Nováková                   | 2                                 |                                   | 1                                 | 3                                 |
| Sebastian Filipek                 | 2                                 |                                   |                                   | 2                                 |
| Otakar Hirš                       | 1                                 | 2                                 | 1                                 | 4                                 |
| Vojtěch Kettner                   | 1                                 | 2                                 |                                   | 3                                 |
| Nikola Thýnová                    | 1                                 | 2                                 |                                   | 3                                 |
| Miloš Nykodým                     | 1                                 | 1                                 | 1                                 | 3                                 |
| Tomáš Křivda                      | 1                                 | 1                                 |                                   | 2                                 |
| Anna Štičková                     | 1                                 | 1                                 |                                   | 2                                 |
| Petra Hančová                     | 1                                 | 1                                 |                                   | 2                                 |
| Denisa Kosová                     | 1                                 | 1                                 |                                   | 2                                 |
| Barbora Chaloupská                | 1                                 | 1                                 |                                   | 2                                 |
| Daniel Vandas                     | 1                                 |                                   | 1                                 | 2                                 |
| Dan Pavlovec                      | 1                                 |                                   | 1                                 | 2                                 |
| Anna Kochová                      | 1                                 |                                   | 1                                 | 2                                 |
| Štěpán Mudrák                     | 1                                 |                                   | 1                                 | 2                                 |
| Pavel Kubát                       | 1                                 |                                   | 1                                 | 2                                 |

## Mistrovství ČR v nočním OB
Šampionát měl centrum v rekreačním středisku Termit v Doksech, kde byl i cíl závodu. Na vzdálený start byla doprava autobusy. Orientačně zajímavé tratě vedly v převážně plošším dobře průběžném terénu se sítí cest a průseků, v menší části pak v členitém terénu se skalkami. Na startu bylo téměř 500 závodníků, souběžně s mistrovstvím proběhla i veteraniáda ČR.
Mužů startovalo přes 70 a proto byla uprostřed trati rozdělovací metoda dvou okruhů, které běžely po sobě startují závodníci v opačném pořadí. Zvítězil Jan Šedivý, který vedl od třetiny trati a předběhl zpočátku vedoucího Miloše Nykodýma, kterého na části trati ve vedení vystřídal obhájce titulu Jan Procházka. Závod žen vyhrála Barbora Hrušková, která vedla od 8. kontroly. Obhájkyně titulu Michaela Omová skončila až pátá.
| Datum závodu   | 16. 4. 2016         |  | Místo konání    | Doksy • aréna |  | Pořadatel       | OK Doksy     |
| Ředitel závodu | Pavel Koštejn       |  | Hlavní rozhodčí | Petr Karvánek |  | Stavitelé tratí | Daniel Novák |
| Název mapy     | Spáleniště - Bezděz |  | Web závodu      | www           |  | Výsledky závodu | ORIS         |

| Zkrácené výsledky             | Zkrácené výsledky       | Zkrácené výsledky        | Zkrácené výsledky       | Zkrácené výsledky       | Zkrácené výsledky | Zkrácené výsledky       | Zkrácené výsledky        | Zkrácené výsledky       | Zkrácené výsledky       |
| Pořadí                        | H21 – muži              | H21 – muži               | H21 – muži              | H21 – muži              | Pořadí            | D21 – ženy              | D21 – ženy               | D21 – ženy              | D21 – ženy              |
| ----------------------------- | ----------------------- | ------------------------ | ----------------------- | ----------------------- | ----------------- | ----------------------- | ------------------------ | ----------------------- | ----------------------- |
| Zlatá medaile                 | Jan Šedivý              | SK Praga                 | 1:05:25                 |                         | Zlatá medaile     | Barbora Hrušková        | SK Žabovřesky Brno       | 53:29                   |                         |
| Stříbrná medaile              | Miloš Nykodým           | SK Žabovřesky Brno       | 1:06:42                 | +1:17                   | Stříbrná medaile  | Eva Kabáthová           | SK Žabovřesky Brno       | 55:03                   | +1:34                   |
| Bronzová medaile              | Daniel Hájek            | SK Žabovřesky Brno       | 1:08:10                 | +2:45                   | Bronzová medaile  | Kateřina Chromá         | SK Žabovřesky Brno       | 55:40                   | +2:11                   |
| 4                             | Jan Procházka           | SK Praga                 | 1:08:20                 | +2:55                   | 4                 | Martina Tichovská       | SK Praga                 | 56:44                   | +3:15                   |
| 5                             | Jan Petržela            | OK 99 Hradec Králové     | 1:08:27                 | +3:02                   | 5                 | Michaela Omová          | OOB TJ Turnov            | 56:51                   | +3:22                   |
| 6                             | Kuba Dragowski          | OOB TJ Turnov            | 1:11:45                 | +6:20                   | 6                 | Zuzana Jedličková       | OK Slavia Hradec Králové | 56:53                   | +3:24                   |
| 7                             | Matěj Kamenický         | OK Lokomotiva Pardubice  | 1:12:09                 | +6:44                   | 7                 | Monika Doležalová       | OK Kamenice              | 57:07                   | +3:38                   |
| 8                             | Pavel Hradec            | OOB TJ Turnov            | 1:12:51                 | +7:26                   | 8                 | Marie Procházková       | OK Kamenice              | 1:00:41                 | +7:12                   |
| 9                             | Tomáš Kubelka           | OK Lokomotiva Pardubice  | 1:14:00                 | +8:35                   | 9                 | Lenka Mechlová          | OK Slavia Hradec Králové | 1:02:00                 | +8:31                   |
| 10                            | Tomáš Udržal            | OK Lokomotiva Pardubice  | 1:14:10                 | +8:45                   | 10                | Pavla Horová            | OK Lokomotiva Pardubice  | 1:02:36                 | +9:07                   |
| Pořadí                        | H20 – junioři           | H20 – junioři            | H20 – junioři           | H20 – junioři           | Pořadí            | D20 – juniorky          | D20 – juniorky           | D20 – juniorky          | D20 – juniorky          |
| Zlatá medaile                 | Štěpán Mudrák           | OOB TJ Slovan Luhačovice | 56:45                   |                         | Zlatá medaile     | Tereza Nováková         | Oddíl OB Kotlářka        | 36:23                   |                         |
| Stříbrná medaile              | Vojtěch Netuka          | OK Slavia Hradec Králové | 59:44                   | +2:59                   | Stříbrná medaile  | Gabriela Hiršová        | SK Žabovřesky Brno       | 39:03                   | +2:40                   |
| Bronzová medaile              | Maciek Nowak            | OK 99 Hradec Králové     | 1:01:53                 | +5:08                   | Bronzová medaile  | Simona Chládková        | OK Lokomotiva Pardubice  | 39:34                   | +3:11                   |
| Pořadí                        | H18 – starší dorostenci | H18 – starší dorostenci  | H18 – starší dorostenci | H18 – starší dorostenci | Pořadí            | D18 – starší dorostenky | D18 – starší dorostenky  | D18 – starší dorostenky | D18 – starší dorostenky |
| Zlatá medaile                 | Otakar Hirš             | SK Žabovřesky Brno       | 46:21                   |                         | Zlatá medaile     | Tereza Janošíková       | SOB Olomouc              | 37:25                   |                         |
| Stříbrná medaile              | Tomáš Křivda            | K.O.B. Choceň            | 47:22                   | +1:01                   | Stříbrná medaile  | Markéta Firešová        | SK Žabovřesky Brno       | 37:33                   | +0:08                   |
| Bronzová medaile              | Daniel Vandas           | OK 99 Hradec Králové     | 48:59                   | +2:38                   | Bronzová medaile  | Tereza Čechová          | OK Jihlava               | 37:34                   | +0:09                   |
| Pořadí                        | H16 – mladší dorostenci | H16 – mladší dorostenci  | H16 – mladší dorostenci | H16 – mladší dorostenci | Pořadí            | D16 – mladší dorostenky | D16 – mladší dorostenky  | D16 – mladší dorostenky | D16 – mladší dorostenky |
| Zlatá medaile                 | Dan Pavlovec            | OK Jiskra Nový Bor       | 39:00                   |                         | Zlatá medaile     | Nikola Thýnová          | OK Slavia Hradec Králové | 32:19                   |                         |
| Stříbrná medaile              | Vít Mareš               | OK Jiskra Nový Bor       | 40:09                   | +1:09                   | Stříbrná medaile  | Jana Peterová           | OK Lokomotiva Pardubice  | 33:47                   | +1:28                   |
| Bronzová medaile              | Petr Čech               | OK Jihlava               | 40:25                   | +1:25                   | Bronzová medaile  | Šárka Rückerová         | TJ Jiskra Hořice         | 34:14                   | +1:55                   |
| << předchozí • následující >> |                         |                          |                         |                         |                   |                         |                          |                         |                         |

Souhrnné informace naleznete v článku Mistrovství České republiky v nočním orientačním běhu.

## Mistrovství ČR ve sprintu
Reportáž ze závodu připravila České televize o délce 30 minut.
| Datum závodu   | 7. 5. 2016 |  | Místo konání    | Uherský Brod • aréna                              |  | Pořadatel       | OOB TJ Slovan Luhačovice                      |
| Ředitel závodu | Vít Kunčar |  | Hlavní rozhodčí | Libor Slezák                                      |  | Stavitelé tratí | Marek Cahel                                   |
| Název mapy     | Comenius   |  | Web závodu      | http://www.ob-luhacovice.cz/MCRsprinty2016/%5B%5D |  | Výsledky závodu | http://oris.orientacnisporty.cz/Zavod?id=3082 |

| Zkrácené výsledky             | Zkrácené výsledky       | Zkrácené výsledky                        | Zkrácené výsledky       | Zkrácené výsledky       | Zkrácené výsledky | Zkrácené výsledky       | Zkrácené výsledky        | Zkrácené výsledky       | Zkrácené výsledky       |
| Pořadí                        | H21 – muži              | H21 – muži                               | H21 – muži              | H21 – muži              | Pořadí            | D21 – ženy              | D21 – ženy               | D21 – ženy              | D21 – ženy              |
| ----------------------------- | ----------------------- | ---------------------------------------- | ----------------------- | ----------------------- | ----------------- | ----------------------- | ------------------------ | ----------------------- | ----------------------- |
| Zlatá medaile                 | Vojtěch Král            | SK Severka Šumperk                       | 14:59                   |                         | Zlatá medaile     | Denisa Kosová           | OK 99 Hradec Králové     | 13:42                   |                         |
| Stříbrná medaile              | Jan Procházka           | SK Praga                                 | 15:05                   | +0:06                   | Stříbrná medaile  | Eva Kabáthová           | SK Žabovřesky Brno       | 14:05                   | +0:23                   |
| Bronzová medaile              | Baptiste Rollier        | OK 99 Hradec Králové                     | 15:27                   | +0:28                   | Bronzová medaile  | Kamila Gregorová        | SK OB Chotěboř           | 14:10                   | +0:28                   |
| 4                             | Daniel Hájek            | SK Žabovřesky Brno                       | 15:42                   | +0:43                   | 4                 | Monika Topinková        | OK 99 Hradec Králové     | 14:11                   | +0:29                   |
| 5                             | David Procházka         | OK Lokomotiva Pardubice                  | 15:48                   | +0:49                   | 5                 | Marta Fenclová          | OK Lokomotiva Pardubice  | 14:20                   | +0:38                   |
| 5                             | Martin Poklop           | SK Severka Šumperk                       | 15:48                   | +0:49                   | 6                 | Vendula Horčičková      | OOB TJ Slovan Luhačovice | 14:31                   | +0:49                   |
| 7                             | Miloš Nykodým           | SK Žabovřesky Brno                       | 15:51                   | +0:52                   | 7                 | Adéla Jakobová          | SK Praga                 | 14:33                   | +0:51                   |
| 7                             | Jan Mrázek              | Sportcentrum Jičín                       | 15:51                   | +0:52                   | 8                 | Lenka Poklopová         | SK Žabovřesky Brno       | 14:35                   | +0:53                   |
| 9                             | Marek Minář             | Magnus Orienteering                      | 16:00                   | +1:01                   | 9                 | Dominika Plochová       | Oddíl OB Kotlářka        | 14:44                   | +1:02                   |
| 10                            | Pavel Brlica            | SK Žabovřesky Brno                       | 16:12                   | +1:13                   | 10                | Klára Procházková       | OK Lokomotiva Pardubice  | 14:45                   | +1:03                   |
| Pořadí                        | H20 – junioři           | H20 – junioři                            | H20 – junioři           | H20 – junioři           | Pořadí            | D20 – juniorky          | D20 – juniorky           | D20 – juniorky          | D20 – juniorky          |
| Zlatá medaile                 | Jakub Glonek            | Orientační Běh Opava                     | 14:28                   |                         | Zlatá medaile     | Petra Hančová           | OK Lokomotiva Pardubice  | 13:13                   |                         |
| Stříbrná medaile              | Vojtěch Kettner         | OK Kamenice                              | 14:48                   | +0:20                   | Stříbrná medaile  | Anna Štičková           | TJ Loko Liberec          | 13:29                   | +0:16                   |
| Bronzová medaile              | Štěpán Mudrák           | OOB TJ Slovan Luhačovice                 | 15:00                   | +0:32                   | Bronzová medaile  | Kateřina Argalášová     | TJ TŽ Třinec             | 13:52                   | +0:39                   |
| Pořadí                        | H18 – starší dorostenci | H18 – starší dorostenci                  | H18 – starší dorostenci | H18 – starší dorostenci | Pořadí            | D18 – starší dorostenky | D18 – starší dorostenky  | D18 – starší dorostenky | D18 – starší dorostenky |
| Zlatá medaile                 | Tomáš Křivda            | K.O.B. Choceň                            | 14:14                   |                         | Zlatá medaile     | Tereza Janošíková       | SOB Olomouc              | 12:06                   |                         |
| Stříbrná medaile              | Libor Černocký          | OOB TJ Slovan Luhačovice                 | 14:17                   | +0:03                   | Stříbrná medaile  | Tereza Čechová          | OK Jihlava               | 13:06                   | +1:00                   |
| Bronzová medaile              | Josef Kočí Otakar Hirš  | Oddíl OS SK Prostějov SK Žabovřesky Brno | 14:18                   | +0:04                   | Bronzová medaile  | Apolena Malinová        | OK Slavia Hradec Králové | 13:41                   | +1:35                   |
| Pořadí                        | H16 – mladší dorostenci | H16 – mladší dorostenci                  | H16 – mladší dorostenci | H16 – mladší dorostenci | Pořadí            | D16 – mladší dorostenky | D16 – mladší dorostenky  | D16 – mladší dorostenky | D16 – mladší dorostenky |
| Zlatá medaile                 | Michal Bořánek          | SK SKI-OB Šternberk                      | 13:05                   |                         | Zlatá medaile     | Anna Kochová            | Sportcentrum Jičín       | 11:31                   |                         |
| Zlatá medaile                 | Sebastian Filipek       | TJ TŽ Třinec                             | 13:05                   | +0:00                   | Stříbrná medaile  | Šárka Rückerová         | TJ Jiskra Hořice         | 11:57                   | +0:26                   |
| Bronzová medaile              | Jan Rusin               | OK Lokomotiva Pardubice                  | 13:39                   | +0:34                   | Stříbrná medaile  | Nikola Thýnová          | OK Slavia Hradec Králové | 11:57                   | +0:26                   |
| << předchozí • následující >> |                         |                                          |                         |                         |                   |                         |                          |                         |                         |

Souhrnné informace naleznete v článku Mistrovství České republiky v orientačním běhu ve sprintu.

## Mistrovství ČR sprintových štafet
| Datum závodu   | 8. 5. 2016 |  | Místo konání    | Uherský Brod • aréna                                                                     |  | Pořadatel       | OOB TJ Slovan Luhačovice                      |
| Ředitel závodu | Vít Kunčar |  | Hlavní rozhodčí | Libor Slezák                                                                             |  | Stavitelé tratí | Marek Cahel                                   |
| Název mapy     | Máj        |  | Web závodu      | http://www.ob-luhacovice.cz/MCRsprinty2016/ Archivováno 19. 12. 2017 na Wayback Machine. |  | Výsledky závodu | http://oris.orientacnisporty.cz/Zavod?id=3083 |

| Zkrácené výsledky             | Zkrácené výsledky                                                                   | Zkrácené výsledky | Zkrácené výsledky | Zkrácené výsledky | Zkrácené výsledky                                                                         | Zkrácené výsledky | Zkrácené výsledky | Zkrácené výsledky | Zkrácené výsledky |
| Pořadí                        | DH21 – dospělí                                                                      | DH21 – dospělí    | DH21 – dospělí    | Pořadí            | DH18 – dorost                                                                             | DH18 – dorost     | DH18 – dorost     |                   |                   |
| ----------------------------- | ----------------------------------------------------------------------------------- | ----------------- | ----------------- | ----------------- | ----------------------------------------------------------------------------------------- | ----------------- | ----------------- | ----------------- | ----------------- |
| Zlatá medaile                 | OK 99 Hradec Králové Monika Topinková Baptiste Rollier Denisa Kosová Jan Petržela   | 58:51             |                   | Zlatá medaile     | OK 99 Hradec Králové Agnieszka Cych Jan Bendák Barbora Chaloupská Daniel Vandas           | 54:42             |                   |                   |                   |
| Stříbrná medaile              | SK Žabovřesky Brno Adéla Indráková Daniel Hájek Eva Kabáthová Miloš Nykodým         | 59:54             | +1:03             | Stříbrná medaile  | Oddíl OS SK Prostějov Sabina Pilcová Josef Kočí Tereza Janošíková Ondřej Vystavěl         | 55:12             | +0:30             |                   |                   |
| Bronzová medaile              | OK Lokomotiva Pardubice Marta Fenclová David Procházka Jana Knapová Matěj Kamenický | 1:00:05           | +1:14             | Bronzová medaile  | SK Žabovřesky Brno Anna Auermüllerová Ondřej Hlaváč Markéta Firešová Otakar Hirš          | 56:37             | +1:55             |                   |                   |
| 4                             | SK Žabovřesky Brno Natalia Hiklová Štěpán Zimmermann Lenka Poklopová Pavel Brlica   | 1:00:38           | +1:47             | 4                 | OK Lokomotiva Pardubice Anna Kopecká Ondřej Volák Šárka Rückerová Jan Rusin               | 56:53             | +2:11             |                   |                   |
| 5                             | SK Žabovřesky Brno Jindra Hlavová Adam Chloupek Barbora Hrušková Ondřej Švirák      | 1:00:54           | +2:03             | 5                 | OOB TJ Slovan Luhačovice Tereza Šmelíková Libor Černocký Renata Hanousková Vojtěch Sýkora | 58:26             | +3:44             |                   |                   |
| << předchozí • následující >> |                                                                                     |                   |                   |                   |                                                                                           |                   |                   |                   |                   |

Souhrnné informace naleznete v článku Mistrovství České republiky v orientačním běhu sprintových štafet.

## Mistrovství ČR na krátké trati
Česká televize připravila ze závodu 31 minutovou reportáž.
| Datum závodu   | 25.–26. 6. 2016   |  | Místo konání    | Hojná Voda • aréna                   |  | Pořadatel       | SK Praga                                      |
| Ředitel závodu | Luboš Matějů      |  | Hlavní rozhodčí | Ondřej Sysel                         |  | Stavitelé tratí | Jan Procházka                                 |
| Název mapy     | Napoleonova hlava |  | Web závodu      | http://sk-praga.cz/zavody/mcrkt2016/ |  | Výsledky závodu | http://oris.orientacnisporty.cz/Zavod?id=3026 |

| Zkrácené výsledky             | Zkrácené výsledky       | Zkrácené výsledky        | Zkrácené výsledky       | Zkrácené výsledky       | Zkrácené výsledky | Zkrácené výsledky       | Zkrácené výsledky          | Zkrácené výsledky       | Zkrácené výsledky       |
| Pořadí                        | H21 – muži              | H21 – muži               | H21 – muži              | H21 – muži              | Pořadí            | D21 – ženy              | D21 – ženy                 | D21 – ženy              | D21 – ženy              |
| ----------------------------- | ----------------------- | ------------------------ | ----------------------- | ----------------------- | ----------------- | ----------------------- | -------------------------- | ----------------------- | ----------------------- |
| Zlatá medaile                 | Pavel Kubát             | OK 99 Hradec Králové     | 37:22                   |                         | Zlatá medaile     | Jindra Hlavová          | SK Žabovřesky Brno         | 36:54                   |                         |
| Stříbrná medaile              | Jan Petržela            | OK 99 Hradec Králové     | 38:35                   | +1:13                   | Stříbrná medaile  | Dana Šafka Brožková     | Sportcentrum Jičín         | 38:51                   | +1:57                   |
| Bronzová medaile              | Miloš Nykodým           | SK Žabovřesky Brno       | 38:40                   | +1:18                   | Bronzová medaile  | Michaela Omová          | OOB TJ Turnov              | 38:53                   | +1:59                   |
| 4                             | Daniel Hájek            | SK Žabovřesky Brno       | 38:45                   | +1:23                   | 4                 | Vendula Horčičková      | OOB TJ Slovan Luhačovice   | 38:59                   | +2:05                   |
| 5                             | Jan Šedivý              | SK Praga                 | 39:32                   | +2:10                   | 5                 | Ivana Bochenková        | Sportcentrum Jičín         | 39:31                   | +2:37                   |
| 6                             | Jonáš Hubáček           | OOB TJ Slovan Luhačovice | 42:08                   | +4:46                   | 6                 | Jana Knapová            | OK Lokomotiva Pardubice    | 39:55                   | +3:01                   |
| 7                             | Tomáš Kubelka           | OK Lokomotiva Pardubice  | 42:24                   | +5:02                   | 7                 | Adéla Jakobová          | SK Praga                   | 40:11                   | +3:17                   |
| 8                             | Martin Baier            | OOB TJ Turnov            | 42:50                   | +5:28                   | 8                 | Marie Procházková       | OK Kamenice                | 40:49                   | +3:55                   |
| 9                             | Štěpán Zimmermann       | SK Žabovřesky Brno       | 44:03                   | +6:41                   | 9                 | Lucie Krafková          | OOB TJ Turnov              | 40:50                   | +3:56                   |
| 10                            | Marek Minář             | Magnus Orienteering      | 44:15                   | +6:53                   | 10                | Lenka Knapová           | OK Lokomotiva Pardubice    | 41:38                   | +4:44                   |
| Pořadí                        | H20 – junioři           | H20 – junioři            | H20 – junioři           | H20 – junioři           | Pořadí            | D20 – juniorky          | D20 – juniorky             | D20 – juniorky          | D20 – juniorky          |
| Zlatá medaile                 | Vojtěch Kettner         | OK Kamenice              | 28:19                   |                         | Zlatá medaile     | Tereza Nováková         | Oddíl OB Kotlářka          | 32:14                   |                         |
| Stříbrná medaile              | Filip Wolf              | OOB TJ Turnov            | 29:26                   | +1:07                   | Stříbrná medaile  | Karolína Šiková         | OK Lokomotiva Plzeň        | 34:21                   | +2:07                   |
| Bronzová medaile              | Jan Čech                | OK Jihlava               | 29:54                   | +1:35                   | Bronzová medaile  | Gabriela Hiršová        | SK Žabovřesky Brno         | 34:25                   | +2:11                   |
| Pořadí                        | H18 – starší dorostenci | H18 – starší dorostenci  | H18 – starší dorostenci | H18 – starší dorostenci | Pořadí            | D18 – starší dorostenky | D18 – starší dorostenky    | D18 – starší dorostenky | D18 – starší dorostenky |
| Zlatá medaile                 | Ondřej Hlaváč           | SK Žabovřesky Brno       | 27:33                   |                         | Zlatá medaile     | Barbora Chaloupská      | OK 99 Hradec Králové       | 30:17                   |                         |
| Stříbrná medaile              | Otakar Hirš             | SK Žabovřesky Brno       | 28:13                   | +0:40                   | Stříbrná medaile  | Tereza Čechová          | OK Jihlava                 | 31:28                   | +1:11                   |
| Bronzová medaile              | Daniel Pek              | OK Slavia Hradec Králové | 28:51                   | +1:18                   | Bronzová medaile  | Tereza Janošíková       | SOB Olomouc                | 31:42                   | +1:25                   |
| Pořadí                        | H16 – mladší dorostenci | H16 – mladší dorostenci  | H16 – mladší dorostenci | H16 – mladší dorostenci | Pořadí            | D16 – mladší dorostenky | D16 – mladší dorostenky    | D16 – mladší dorostenky | D16 – mladší dorostenky |
| Zlatá medaile                 | Michal Bořánek          | SK SKI-OB Šternberk      | 34:37                   |                         | Zlatá medaile     | Šárka Rückerová         | TJ Jiskra Hořice           | 31:20                   |                         |
| Stříbrná medaile              | Petr Melichar           | TJ Loko Liberec          | 34:43                   | +0:06                   | Stříbrná medaile  | Jana Peterová           | OK Lokomotiva Pardubice    | 31:54                   | +0:34                   |
| Bronzová medaile              | Dan Pavlovec            | OK Jiskra Nový Bor       | 35:40                   | +1:03                   | Bronzová medaile  | Veronika Šklíbová       | SOOB Spartak Rychnov n.Kn. | 33:22                   | +2:02                   |
| << předchozí • následující >> |                         |                          |                         |                         |                   |                         |                            |                         |                         |

Souhrnné informace naleznete v článku Mistrovství České republiky v orientačním běhu na krátké trati.

## Mistrovství ČR na klasické trati
Reportáž ze závodu připravila Česká televize o délce 31 minut.
| Datum závodu   | 1.–2. 10. 2016 |  | Místo konání    | Pustá Rybná • aréna  |  | Pořadatel       | OK Lokomotiva Pardubice                       |
| Ředitel závodu | Dušan Stránský |  | Hlavní rozhodčí | Adam Zitka           |  | Stavitelé tratí | Petr Fencl, Jan Kaplan                        |
| Název mapy     | Perničky       |  | Web závodu      | http://lpu.cz/mcr16/ |  | Výsledky závodu | http://oris.orientacnisporty.cz/Zavod?id=3032 |

| Zkrácené výsledky             | Zkrácené výsledky       | Zkrácené výsledky            | Zkrácené výsledky       | Zkrácené výsledky       | Zkrácené výsledky | Zkrácené výsledky       | Zkrácené výsledky        | Zkrácené výsledky       | Zkrácené výsledky       |
| Pořadí                        | H21 – muži              | H21 – muži                   | H21 – muži              | H21 – muži              | Pořadí            | D21 – ženy              | D21 – ženy               | D21 – ženy              | D21 – ženy              |
| ----------------------------- | ----------------------- | ---------------------------- | ----------------------- | ----------------------- | ----------------- | ----------------------- | ------------------------ | ----------------------- | ----------------------- |
| Zlatá medaile                 | Miloš Nykodým           | SK Žabovřesky Brno           | 1:29:01                 |                         | Zlatá medaile     | Jana Knapová            | OK Lokomotiva Pardubice  | 1:14:36                 |                         |
| Stříbrná medaile              | Jan Petržela            | OK 99 Hradec Králové         | 1:30:10                 | +1:09                   | Stříbrná medaile  | Denisa Kosová           | OK 99 Hradec Králové     | 1:14:50                 | +0:14                   |
| Bronzová medaile              | Pavel Kubát             | OK 99 Hradec Králové         | 1:30:48                 | +1:47                   | Bronzová medaile  | Magdaléna Tužilová      | SK Žabovřesky Brno       | 1:15:01                 | +0:25                   |
| 4                             | Jan Šedivý              | SK Praga                     | 1:33:09                 | +4:08                   | 4                 | Jindra Hlavová          | SK Žabovřesky Brno       | 1:16:43                 | +2:07                   |
| 5                             | Ondřej Semík            | OK Kamenice                  | 1:35:59                 | +6:58                   | 5                 | Natalia Hiklová         | SK Žabovřesky Brno       | 1:16:59                 | +2:23                   |
| 6                             | Daniel Hájek            | SK Žabovřesky Brno           | 1:37:19                 | +8:18                   | 5                 | Eva Kabáthová           | SK Žabovřesky Brno       | 1:16:59                 | +2:23                   |
| 7                             | Tomáš Kubelka           | OK Lokomotiva Pardubice      | 1:38:47                 | +9:46                   | 7                 | Barbora Hrušková        | SK Žabovřesky Brno       | 1:17:12                 | +2:36                   |
| 8                             | Jan Mrázek              | Sportcentrum Jičín           | 1:39:09                 | +10:08                  | 8                 | Dana Šafka Brožková     | Sportcentrum Jičín       | 1:18:12                 | +3:36                   |
| 9                             | Petr Zvěřina            | OK Lokomotiva Pardubice      | 1:41:37                 | +12:36                  | 9                 | Martina Zvěřinová       | OK Lokomotiva Pardubice  | 1:18:53                 | +4:17                   |
| 10                            | Jonáš Hubáček           | OOB TJ Slovan Luhačovice     | 1:41:56                 | +12:55                  | 10                | Monika Rollier          | OK 99 Hradec Králové     | 1:19:06                 | +4:30                   |
| Pořadí                        | H20 – junioři           | H20 – junioři                | H20 – junioři           | H20 – junioři           | Pořadí            | D20 – juniorky          | D20 – juniorky           | D20 – juniorky          | D20 – juniorky          |
| Zlatá medaile                 | Šimon Navrátil          | SK Praga                     | 1:10:31                 |                         | Zlatá medaile     | Anna Štičková           | TJ Loko Liberec          | 56:41                   |                         |
| Stříbrná medaile              | Vojtěch Kettner         | OK Kamenice                  | 1:13:12                 | +2:41                   | Stříbrná medaile  | Petra Hančová           | OK Lokomotiva Pardubice  | 58:33                   | +1:52                   |
| Bronzová medaile              | Jan Čech                | OK Jihlava                   | 1:14:03                 | +3:32                   | Bronzová medaile  | Tereza Nováková         | Oddíl OB Kotlářka        | 58:57                   | +2:16                   |
| Pořadí                        | H18 – starší dorostenci | H18 – starší dorostenci      | H18 – starší dorostenci | H18 – starší dorostenci | Pořadí            | D18 – starší dorostenky | D18 – starší dorostenky  | D18 – starší dorostenky | D18 – starší dorostenky |
| Zlatá medaile                 | Daniel Vandas           | OK 99 Hradec Králové         | 50:45                   |                         | Zlatá medaile     | Tereza Janošíková       | SOB Olomouc              | 45:07                   |                         |
| Stříbrná medaile              | Otakar Hirš             | SK Žabovřesky Brno           | 53:45                   | +3:00                   | Stříbrná medaile  | Barbora Chaloupská      | OK 99 Hradec Králové     | 49:48                   | +4:41                   |
| Bronzová medaile              | Jakub Dekrét            | SK Žabovřesky Brno           | 54:19                   | +3:34                   | Bronzová medaile  | Anna Kopecká            | OK Lokomotiva Pardubice  | 49:55                   | +4:48                   |
| Pořadí                        | H16 – mladší dorostenci | H16 – mladší dorostenci      | H16 – mladší dorostenci | H16 – mladší dorostenci | Pořadí            | D16 – mladší dorostenky | D16 – mladší dorostenky  | D16 – mladší dorostenky | D16 – mladší dorostenky |
| Zlatá medaile                 | Sebastian Filipek       | TJ TŽ Třinec                 | 46:45                   |                         | Zlatá medaile     | Šárka Rückerová         | TJ Jiskra Hořice         | 39:48                   |                         |
| Stříbrná medaile              | Michal Bořánek          | SK SKI-OB Šternberk          | 47:22                   | +0:37                   | Stříbrná medaile  | Nikola Thýnová          | OK Slavia Hradec Králové | 42:28                   | +2:40                   |
| Bronzová medaile              | Josef Nagy              | OOB TJ Tatran Jablonec n. N. | 48:04                   | +1:19                   | Bronzová medaile  | Anna Kochová            | Sportcentrum Jičín       | 42:29                   | +2:41                   |
| << předchozí • následující >> |                         |                              |                         |                         |                   |                         |                          |                         |                         |

Souhrnné informace naleznete v článku Mistrovství České republiky v orientačním běhu na klasické trati.

## Mistrovství ČR štafet
Reportáž ze závodu o délce 30 minut připravila Česká televize.
| Datum závodu   | 8. 10. 2016      |  | Místo konání    | Dolní Prysk • aréna                                                  |  | Pořadatel       | OK Jiskra Nový Bor                            |
| Ředitel závodu | Miroslav Beránek |  | Hlavní rozhodčí | Tomáš Vácha                                                          |  | Stavitelé tratí | Petr Karvánek                                 |
| Název mapy     | Šenovský vrch    |  | Web závodu      | http://ok-bor.cz/mcr2016/ Archivováno 6. 1. 2018 na Wayback Machine. |  | Výsledky závodu | http://oris.orientacnisporty.cz/Zavod?id=3033 |

| Zkrácené výsledky             | Zkrácené výsledky                                                     | Zkrácené výsledky | Zkrácené výsledky | Zkrácené výsledky | Zkrácené výsledky                                                          | Zkrácené výsledky | Zkrácené výsledky | Zkrácené výsledky | Zkrácené výsledky |
| Pořadí                        | H21 – muži                                                            | H21 – muži        | H21 – muži        | Pořadí            | D21 – ženy                                                                 | D21 – ženy        | D21 – ženy        |                   |                   |
| ----------------------------- | --------------------------------------------------------------------- | ----------------- | ----------------- | ----------------- | -------------------------------------------------------------------------- | ----------------- | ----------------- | ----------------- | ----------------- |
| Zlatá medaile                 | SK Žabovřesky Brno Daniel Hájek Adam Chromý Miloš Nykodým             | 2:04:22           |                   | Zlatá medaile     | SK Žabovřesky Brno Magdaléna Tužilová Barbora Hrušková Jindra Hlavová      | 1:55:54           |                   |                   |                   |
| Stříbrná medaile              | OK 99 Hradec Králové Petr Losman Pavel Kubát Jan Petržela             | 2:07:22           | +3:00             | Stříbrná medaile  | SK Praga Martina Matějů Martina Tichovská Adéla Jakobová                   | 1:56:04           | +0:10             |                   |                   |
| Bronzová medaile              | SK Praga Jan Flašar Jan Procházka Jan Šedivý                          | 2:07:52           | +3:30             | Bronzová medaile  | OK 99 Hradec Králové Daniela Čepová Monika Rollier Denisa Kosová           | 1:57:24           | +1:30             |                   |                   |
| 4                             | OK Lokomotiva Pardubice David Procházka Tomáš Kubelka Matěj Kamenický | 2:12:04           | +7:42             | 4                 | OK Lokomotiva Pardubice Pavla Udržalová Petra Hančová Martina Zvěřinová    | 1:58:18           | +2:24             |                   |                   |
| 5                             | OOB TJ Turnov Pavel Hradec Filip Wolf Patrik Horák                    | 2:13:44           | +9:22             | 5                 | SK Žabovřesky Brno Natalia Hiklová Hana Hlavová Eva Kabáthová              | 1:58:24           | +2:30             |                   |                   |
| Pořadí                        | H18 – dorostenci                                                      | H18 – dorostenci  | H18 – dorostenci  | Pořadí            | D18 – dorostenky                                                           | D18 – dorostenky  | D18 – dorostenky  |                   |                   |
| Zlatá medaile                 | SK Žabovřesky Brno Jakub Dekrét Ondřej Hlaváč Otakar Hirš             | 1:55:30           |                   | Zlatá medaile     | Oddíl OS SK Prostějov Sabina Pilcová Mareike Seeger Tereza Janošíková      | 1:47:09           |                   |                   |                   |
| Stříbrná medaile              | OK 99 Hradec Králové Jan Bendák Ondra Starý Daniel Vandas             | 1:57:17           | +1:47             | Stříbrná medaile  | OK Lokomotiva Pardubice Anna Kopecká Jana Peterová Šárka Rückerová         | 1:47:12           | +0:03             |                   |                   |
| Bronzová medaile              | OOB TJ Slovan Luhačovice Libor Černocký Jan Vopařil Vojtěch Sýkora    | 1:57:27           | +1:57             | Bronzová medaile  | OK Slavia Hradec Králové Andrea Větříčková Nikola Thýnová Apolena Malinová | 1:49:45           | +2:36             |                   |                   |
| << předchozí • následující >> |                                                                       |                   |                   |                   |                                                                            |                   |                   |                   |                   |

Souhrnné informace naleznete v článku Mistrovství České republiky v orientačním běhu štafet.

## Mistrovství ČR klubů a oblastních výběrů
| Datum závodu   | 9. 10. 2016      |  | Místo konání    | Dolní Prysk • aréna                                                  |  | Pořadatel       | OK Jiskra Nový Bor |
| Ředitel závodu | Miroslav Beránek |  | Hlavní rozhodčí | Tomáš Vácha                                                          |  | Stavitelé tratí | Jaroslav Krejčí    |
| Název mapy     | Křížová cesta    |  | Web závodu      | http://ok-bor.cz/mcr2016/ Archivováno 6. 1. 2018 na Wayback Machine. |  | Výsledky závodu | ORIS               |

| Zkrácené výsledky             | Zkrácené výsledky | Zkrácené výsledky | Zkrácené výsledky | Zkrácené výsledky | Zkrácené výsledky | Zkrácené výsledky | Zkrácené výsledky | Zkrácené výsledky | Zkrácené výsledky |
| Pořadí                        | DH21 - dospělí | DH21 - dospělí    | DH21 - dospělí    | Pořadí            | DH18 - dorost | DH18 - dorost     | DH18 - dorost     |                   |                   |
| ----------------------------- | --- | ----------------- | ----------------- | ----------------- | --- | ----------------- | ----------------- | ----------------- | ----------------- |
| Zlatá medaile                 | SK Žabovřesky Brno Štěpán Zimmermann Eva Kabáthová Adam Chromý Barbora Hrušková Daniel Hájek Jindra Hlavová Miloš Nykodým            | 5:06:24           |                   | Zlatá medaile     | OK 99 Hradec Králové Ondra Starý Agnieszka Cych Jáchym Kavalír Jana Kubíčková Jan Bendák Barbora Chaloupská Daniel Vandas    | 4:27:20           |                   |                   |                   |
| Stříbrná medaile              | OK 99 Hradec Králové Petr Losman Daniela Čepová Jan Panchártek Monika Rollier Pavel Kubát Denisa Kosová Jan Petržela                 | 5:06:34           | +0:10             | Stříbrná medaile  | SK Žabovřesky Brno Jakub Dekrét Martina Opálková Martin Kinc Klára Odehnalová Otakar Hirš Markéta Firešová Ondřej Hlaváč     | 4:33:50           | +6:30             |                   |                   |
| Bronzová medaile              | OOB TJ Slovan Luhačovice Jan Perůtka Magdalena Čermáková Jiří Valenta Radka Sklenářová Jonáš Hubáček Vendula Horčičková Johan Vavrys | 5:18:14           | +11:50            | Bronzová medaile  | OK Lokomotiva Pardubice Martin Roudný Šárka Rückerová Ondřej Volák Jana Peterová Jonáš Fencl Anna Kopecká Jan Rusin          | 4:35:14           | +7:54             |                   |                   |
| 4                             | SK Žabovřesky Brno Jakub Hruška Natalia Hiklová Vít Bravený Hana Hlavová Stanislav Mokrý Magdaléna Tužilová Pavel Brlica             | 5:23:11           | +16:47            | 4                 | Oddíl OS SK Prostějov Josef Kočí Isabel Seeger Jakub Chupek Sabina Pilcová Fryderyk Pryjma Tereza Janošíková Ondřej Vystavěl | 4:39:50           | +12:30            |                   |                   |
| 5                             | OK Lokomotiva Pardubice Matěj Kamenický Petra Hančová David Procházka Martina Zvěřinová Tomáš Kubelka Jana Knapová Radek Nožka       | 5:24:46           | +18:22            | 5                 | OK Slavia Hradec Králové Jan Gebrt Nikola Thýnová Jakub Hájek Andrea Větříčková Daniel Pek Apolena Malinová Marcin Biederman | 4:44:33           | +17:13            |                   |                   |
| << předchozí • následující >> | |                   |                   |                   | |                   |                   |                   |                   |

Souhrnné informace naleznete v článku Mistrovství České republiky v orientačním běhu klubů a oblastních výběrů.